# Philippe Mignaval
Philippe Mignaval, né le 10 juin 1956 à Saint-Flour (Cantal), est un auteur de romans archéologiques à la française. Outre les références à des énigmes du passé, ses livres ont pour point commun de s’enraciner dans des terroirs mystérieux. Dans cette veine, il a publié Gévaudan (2006)  et Vierge noire (2009) aux éditions du Pré aux clercs, puis Mystères du Berry (2018) aux éditions La Geste. Son style, souvent provocateur, est pimenté d’humour et de dérision. Philippe Mignaval est aussi auteur de nombreux recueils humoristiques parus aux éditions Hors Collection, Point Seuil, Cherche Midi, Pocket, First.

## Biographie
Philippe Mignaval a obtenu une maîtrise d'anglais en 1980 et un DEA de lettres modernes en 1981. Il est journaliste dans la presse quotidienne régionale à La Montagne à Clermont-Ferrand de 1980 à 2010, puis écrivain indépendant.

## Œuvres

### Fictions
- Je vous marie, salut, roman, éditions Ramsay, 1990
- Saint-Flour l'exil terrestre, chronique, éditions Belfond, 1997 - Nommé pour le prix Terre de France en mars 1998
- Gévaudan, polar archéologique, éditions du Pré aux Clercs, mars 2006
- Vierge noire, polar archéologique, éditions du Pré aux Clercs, avril 2009
- Mystères du Berry, polar archéologique, éditions La Geste, mars 2018

### Livres d'humour
- Le Sottisier des journalistes, recueil de perles de la presse, éditions Lattès, mai 1994
- Le Sottisier des journalistes 96, éditions Hors Collection
- Le Sottisier des journalistes 98, éditions Hors Collection

couronné par le prix national Alphonse-Allais de l'humour
- Le Sottisier des journalistes 2000, éditions Hors Collection
- Le Sottisier des journalistes 2002, éditions Hors Collection
- Proverbes pour rire, éditions du Cherche-Midi, Marabout, novembre 2002
- Le Sottisier des journalistes 2004, éditions Hors Collection
- Le Sottisier des municipales, éditions Hors Collection, février 2008
- Le Sottisier des écoles, éditions Hors Collection, août 2008
- Le Grand Sottisier des journalistes, éditions Hors Collection
- Le Sottisier des collèges, éditions Hors Collection
- Le Sottisier du permis de conduire, éditions Hors Collection, janvier 2009
- Le Sottisier du bac, éditions Hors Collection, juin 2009
- Le Sottisier des présidentielles, éditions Fetjaine, février 2012
- Tous les clichés du cinéma, éditions Fetjaine, mai 2012
- Tout ce que vous n'auriez jamais voulu savoir sur le corps humain, éditions First, octobre 2015

## Récompenses et distinctions
- Prix national Alphonse-Allais de l'humour, pour Le Sottisier des journalistes 1998